# Borzęcin (Basse-Silésie)
Pour les articles homonymes, voir Borzęcin.
Borzęcin est un village de Pologne, situé dans le gmina de Żmigród, dans le Powiat de Trzebnica, dans la Voïvodie de Basse-Silésie. Il est situé à 3 kilomètres au sud de Żmigród, à 19 kilomètres au nord-ouest de Trzebnica, et à 37 kilomètres au nord de la capitale régionale Wrocław.